# 深圳小小草工友家园
深圳小小草工友家园是一家位于广东省深圳市龙岗区的劳工组织，成立于2003年，主要为外来工提供文化、法律和教育的服务。2008年时，该组织的活动中心全年到访人次超过4万。该组织在2011年孵化了一个名为重D音的工人乐队。2012年，该组织遭到工商、消防、税务等多个政府基层部分的上门检查，随后被房东要求解约和逼迁，多名学者和律师发布联名信支持小小草工友家园。这起逼迁被认为是政府对劳工组织的打压。
该组织的部分工作后交由深圳萤火虫工友服务中心承接。深圳萤火虫工友服务中心总干事张玲燕原本也是深圳小小草工友家园的工作人员，曾获评为2014年中国城市化优秀农民工。

## 重要事件

#### 深圳医保意见联名信
2012年，小小草工友家园为深圳外来工向深圳市人大和社保局寄送联名信，该信由255名外来工联署，是针对《深圳市社会医疗保险办法（修订稿）》回应，指出该法对医疗保险缴费的修订无法保障外来工权益。

#### 民众戏剧实践
2005年前后，小小草工友家园开始把民众戏剧带到工人的组织工作中，主要使用剧场艺术方法和一人一故事戏剧的形式。这一实践期望能令工人成为自身故事的讲述者，同时在戏剧活动中建立工人之间的团结，2008年，该组织和工人一同创作了戏剧作品《路》，反映在深圳打工的工友们的遭遇。

#### 逼迁事件
2012年上半年，广东省多家劳工NGO组织遭到基层政府部门的上门检查以及房东逼迁，其中包括了小小草工友家园。小小草工友家园的房租原本到2013年5月才到期，但是房东突然通知其要在2012年7月搬走。
2012年9月，20名知名的社会、历史、文化、经济学学者、律师和媒体工作者发出《关于培育发展劳工NGO 致广东省委省政府及深圳市委市政府的公开信》，声援遭受打压的劳工NGO组织。公开信提出，在工人群体的极为紧迫的维权和其他需要与现有工会组织所能提供的服务之间，存在着巨大的供需缺口，劳工NGO承担了政府不可能大包大揽的社会责任，化解了大量劳资冲突，为处于弱势地位的工人们提供了大量急需的服务；它们的民间性、草根性、公益性和非盈利性，使它们具有政府和行政化工会不具有的特殊优势。